# Палм-Біч-Гарденс
Палм-Біч-Гарденс (англ. Palm Beach Gardens) — місто (англ. city) в США, в окрузі Палм-Біч на південному сході штату Флорида, на узбережжі Атлантичного океану. Населення — 59 182 особи (2020); агломерації Вест-Палм-Біч- Бока-Ратон- Бойнтон-Біч — 1279,950 тисяч осіб (2009 рік). Агломерація Вест-Палм-Біч є підагломерацією Маямі-Форт-Лодердейл-Помпано-Біч з загальним населенням 5 547 051 особа (2009 рік).
Місто утворене 1959 року.

## Географія
Палм-Біч-Гарденс розташований за координатами 26°50′56″ пн. ш. 80°10′2″ зх. д. / 26.84889° пн. ш. 80.16722° зх. д. (26.848788, -80.167124).  За даними Бюро перепису населення США в 2010 році місто мало площу 143,32 км², з яких 142,68 км² — суходіл та 0,65 км² — водойми.

## Демографія
Згідно з переписом 2010 року, у місті мешкали 48 452 особи в 22 804 домогосподарствах у складі 13 765 родин. Густота населення становила 338 осіб/км².  Було 27663 помешкання (193/км²).
Расовий склад населення:
| - 89,3 % — білих - 4,4 % — чорних або афроамериканців - 3,1 % — азіатів - 0,2 % — корінних американців - 1,4 % — осіб інших рас |

До двох чи більше рас належало 1,6 %. Частка іспаномовних становила 8,9 % від усіх жителів.
За віковим діапазоном населення розподілялося таким чином: 16,4 % — особи молодші 18 років, 58,3 % — особи у віці 18—64 років, 25,3 % — особи у віці 65 років та старші. Медіана віку мешканця становила 48,3 року. На 100 осіб жіночої статі у місті припадало 88,5 чоловіків;  на 100 жінок у віці від 18 років та старших — 86,5 чоловіків також старших 18 років.
Середній дохід на одне домашнє господарство  становив 110 565 доларів США (медіана — 68 802), а середній дохід на одну сім'ю — 138 249 доларів (медіана — 91 043). Медіана доходів становила 61 151 долар для чоловіків та 44 916 доларів для жінок. За межею бідності перебувало 6,5 % осіб, у тому числі 5,2 % дітей у віці до 18 років та 5,6 % осіб у віці 65 років та старших.
Цивільне працевлаштоване населення становило 24 393 особи. Основні галузі зайнятості: освіта, охорона здоров'я та соціальна допомога — 19,1 %, науковці, спеціалісти, менеджери — 16,1 %, мистецтво, розваги та відпочинок — 13,8 %, роздрібна торгівля — 13,3 %.

## Особистості
Тут мешкають відомі тенісистки Вінус та Серена Вільямс.